# Ziętek
Ziętek – osada w Polsce w województwie śląskim, w powiecie tarnogórskim, w gminie Krupski Młyn.
Do 2023 miejscowość była kolonią wsi Krupski Młyn.
W latach 1975–1998 miejscowość położona była w województwie katowickim.
Składa się z dwóch części: Starego Ziętka i Nowego Ziętka.